# Einar Häckner
Einar Fredrik Herman Häckner, född 12 februari 1893 i Frustuna församling, Södermanland, död 26 juli 1968 i Ljungarums församling, Södermanland, var en svensk friidrottare (höjdhopp).

## Familj
Einar Häckner var bror till Yngve Häckner och farfar till Carl-Einar Häckner.

## Biografi
Häckner tävlade bl.a. för Norrköpings Läroverks IF och IFK Nyköping. Civilt arbetade han som hovrättsnotarie i Jönköping.

## Karriär (höjdhopp)
Den 12 juni 1910 (som 17-årig skolpojke i Nyköping) förbättrade Häckner i Stockholm Axel Hedenlunds svenska rekord i höjdhopp från 1908 (1,82), med ett hopp på 1,83. Rekordet skulle han få behålla till 1911 då Georg Holmqvist slog det.